# Xpeng G9
Xpeng G9 – elektryczny samochód i hybrydowy osobowy typu SUV klasy wyższej produkowany pod chińską marką Xpeng od 2022 roku.

## Historia i opis modelu

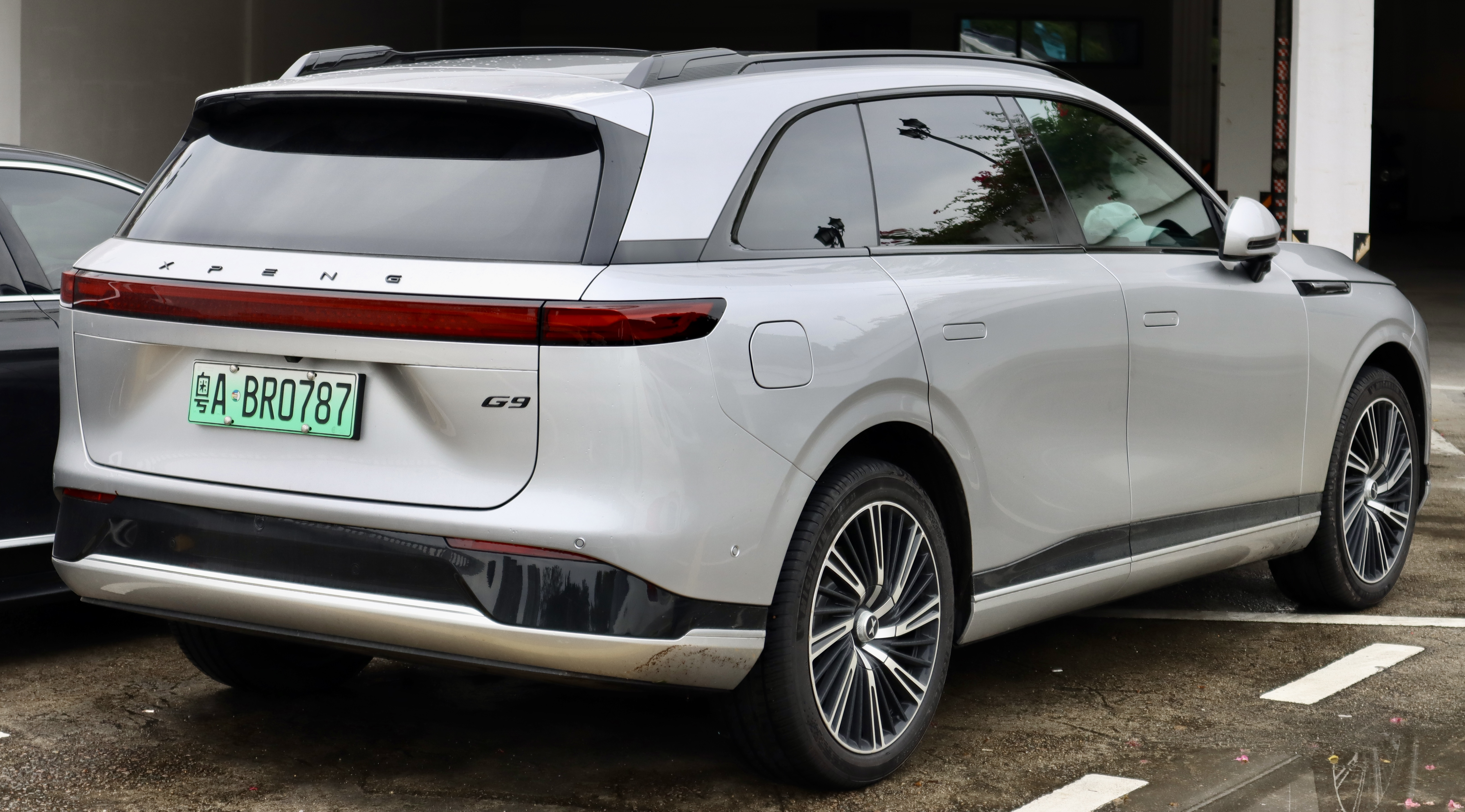
Xpeng G9 - tył

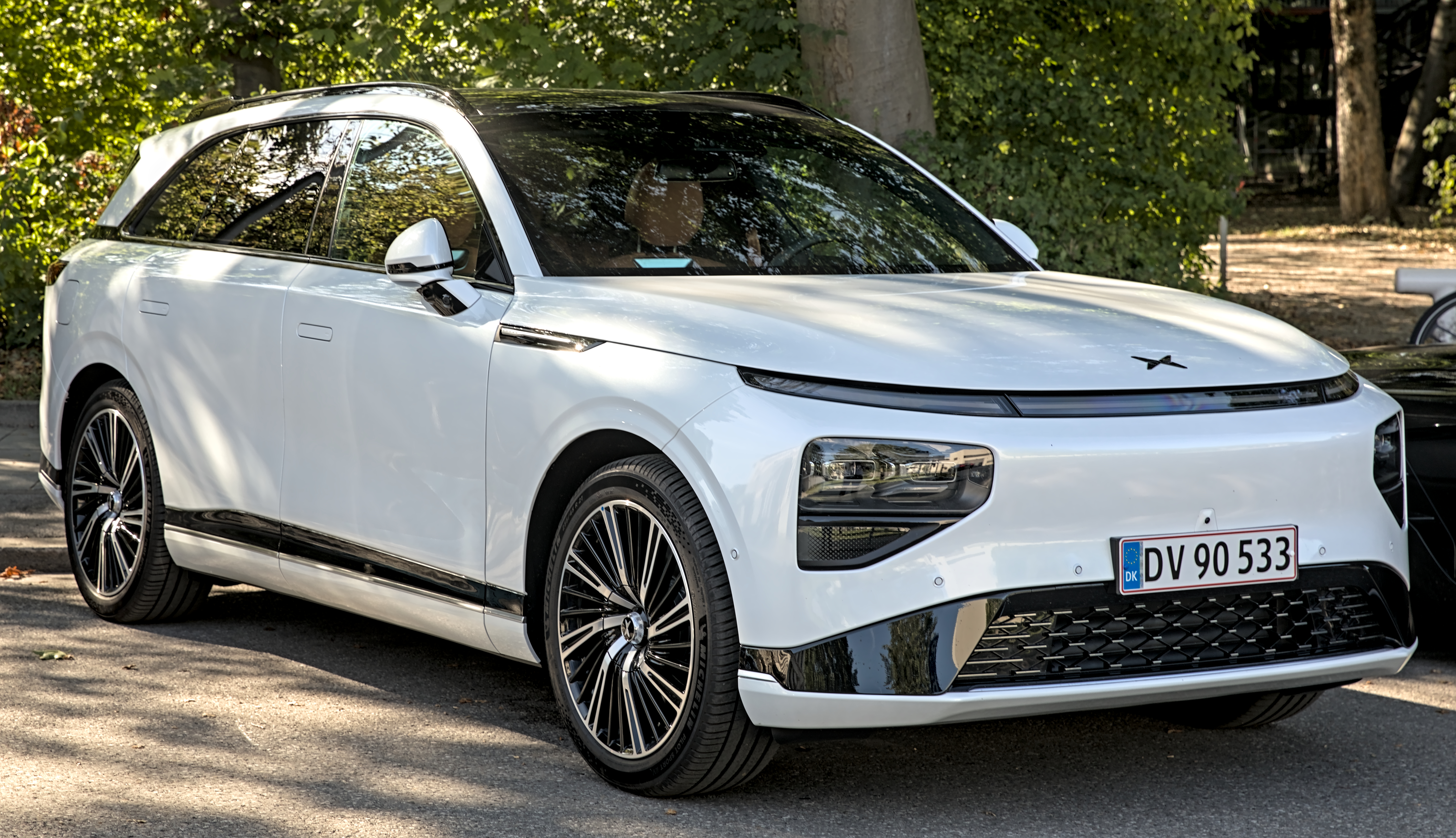
europejski Xpeng G9

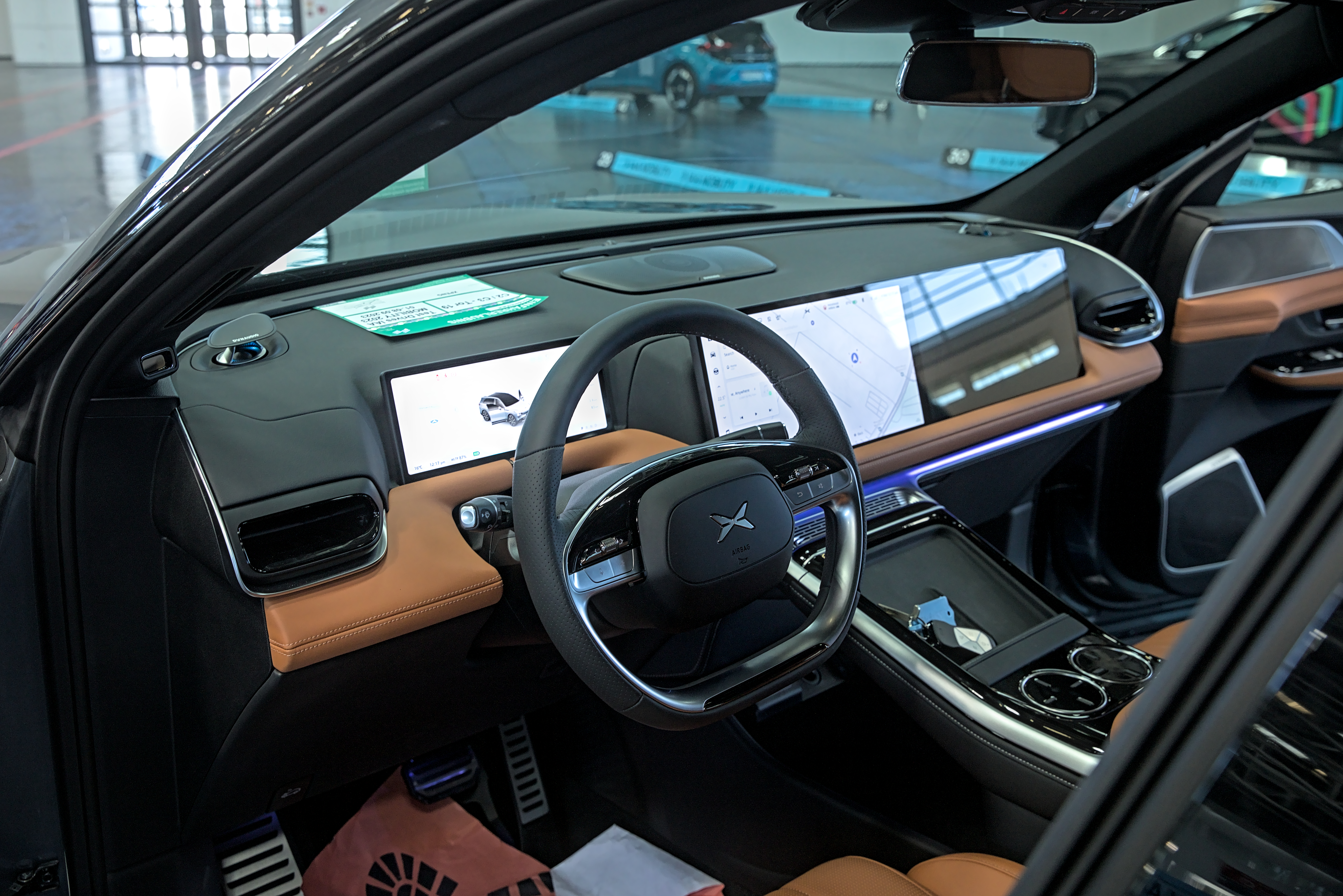
Xpeng G9 - kokpit

W listopadzie 2021 roku oferta chińskiego Xpenga w ramach prowadzonej ofensywy modelowej została poszerzona o kolejny, czwarty model w postaci dużego, flagowego SUV-a G9. Światowa premiera pojazdu odbyła się podczas międzynarodowych targów samochodowych w chińskim Kantonie.
Pod względem wizualnym Xpeng G9 odtworzył estetykę znaną już z modelu P7, wyróżniając się minimalistyczną stylistyką na czele z dwurzędowymi reflektorami tworzonymi przez dwa odrębne klosze i dużą listwę LED. Innymi detalami zostały m.in. chowane klamki czy jednoczęściowe lampy tylne. Pojazd jako pierwszy w gamie Xpenga wyposażono w system autonomicznej jazdy X-Pilot, wspomagający kierowcę w zaawansowanym stopniu i obsługujący automatyczne aktualizacje oprogramowania w ciągu 30 minut. Samochód wyposażono także w zaawansowany system nagłośnieniowy Xopera Xpeng Music Hall, który dostarczyła duńska firma Dynaudio. 28 głośników obsługującej technologię Dolby Atmos zapewnia jakość dźwięku w standardzie 5D.
Na ujawnienie pełnej specyfikacji i szczegółów na temat Xpenga G9 producent zdecydował się dopiero 10 miesięcy po pierwszej publicznej prezentacji. W sierpniu 2022 przedstawiono fotografie kabiny pasażerskiej, która utrzymana została w luksusowej charakterystyce przejawiająca się m.in. wykorzystaniem perforowanej skóry do obicia obszernie regulowanych foteli. Kokpit pozbawiony fizycznych przełączników przyozdobiły 3 ekrany: najmniejszy zastępujący wskaźniki dla kierowcy oraz kolejne dwa, centralne i dla pasażera, dotykowe i o przekątnej po 14,96 cala.

### Sprzedaż
Xpeng G9 to samochód opracowany z myślą nie tylko o rodzimym rynku chińskim, jak i globalnych krajach. Początek produkcji dużego SUV-a został wyznaczony na wrzesień 2022 roku. Zamówienia na flagowego SUV-a rozpoczęto najpierw na rodzimym rynku chińskim w dniu przedstawienia pełnej specyfikacji samochodu, w sierpniu 2022. W lutym 2023 samochód trafił do sprzedaży także na wyselekcjonowanych rynkach Europy Zachodniej: w Norwegii, Danii, Szwecji i Holandii.

### Dane techniczne
G9 jest głównie samochodem w pełni elektrycznym, którego szczegółowe parametry nie zostały w pełni ujawnione w momencie debiutu. Te przedstawiono 10 miesięcy później: tylnonapędowy SUV napędzany jest przez silnik elektryczny o mocy 313 KM i 430 Nm maksymalnego momentu obrotowego,  a wariant AWD przez 551-konną jednostkę o 717 Nm maksymlnego momentu obrotowego. Oba warianty wyposażono w baterię o pojemności 98 kWh, która przy słabszym osiąga 702 kilometrów zasięgu, a mocniejszym - 650 kilometrów, mierząc poprzez normę CLTC. W listopadzie 2024 ofertę uzupełniła także odmiana hybrydowa.